# Хантер, Уильям (футболист, 1888)
Уи́льям Ха́нтер (англ. William Hunter; 1888 — 1940), также известный как Билл или Би́лли Ха́нтер — английский футболист, нападающий.

## Биография
Уроженец Сандерленда, Билл Хантер начал карьеру в местном клубе «Сандерленд Уэст Энд» в 1908 году. В том же году короткое время выступал за шотландский «Эйрдрионианс». В феврале 1909 года Уильям Хантер провёл 1 матч за сборную Шотландской футбольной лиги.
В 1909 году стал игроком «Ливерпуля». Свой первый (и единственный) матч в основном составе «Ливерпуля» провёл 20 марта 1909 года в игре Первого дивизиона против «Престон Норт Энд» на стадионе «Дипдейл».
В мае 1909 года Хантер ушёл из «Ливерпуля» и стал игроком «Сандерленда», однако в основном составе «чёрных котов» не сыграл ни одного матча. В том же 1909 году перешёл в «Линкольн Сити». В сезоне 1909/10 провёл за команду 22 матча и забил 10 мячей в рамках Второго дивизиона. В следующем сезоне провёл только 10 матчей в лиге, голов не забил. В 1911 году перешёл в «Уингейт Альбион», а год спустя стал игроком клуба «Саут-Шилдс», а затем и «Барнсли». Провёл за «Барнсли» 2 матча и забил 1 мяч во Втором дивизионе.
В марте 1913 года Билли Хантер перешёл в «Манчестер Юнайтед». Дебютировал за клуб 29 марта 1913 года в матче против своей бывшей команды, «Ливерпуля», на стадионе «Энфилд». В той игре «Манчестер Юнайтед» обыграл «Ливерпуль» со счётом 2:0 благодаря голам Джорджа Уолла и Инока Уэста. 19 апреля 1913 года Хантер сделал «дубль» в ворота «Ньюкасл Юнайтед» в матче чемпионата на стадионе «Олд Траффорд», который завершился со счётом 3:0 (ещё один гол забил Уэст). Всего в сезоне 1912/13 Билл Хантер провёл за «Манчестер Юнайтед» 3 матча и забил 2 мяча. Летом 1913 года покинул в клуб в качестве свободного агента.
В сезоне 1913/14 играл за «Клэптон Ориент» во Втором дивизионе Футбольной лиги. Сезон 1914/15 провёл в клубе Южной лиги «Эксетер Сити».